# 学校法人C2C Global Education Japan

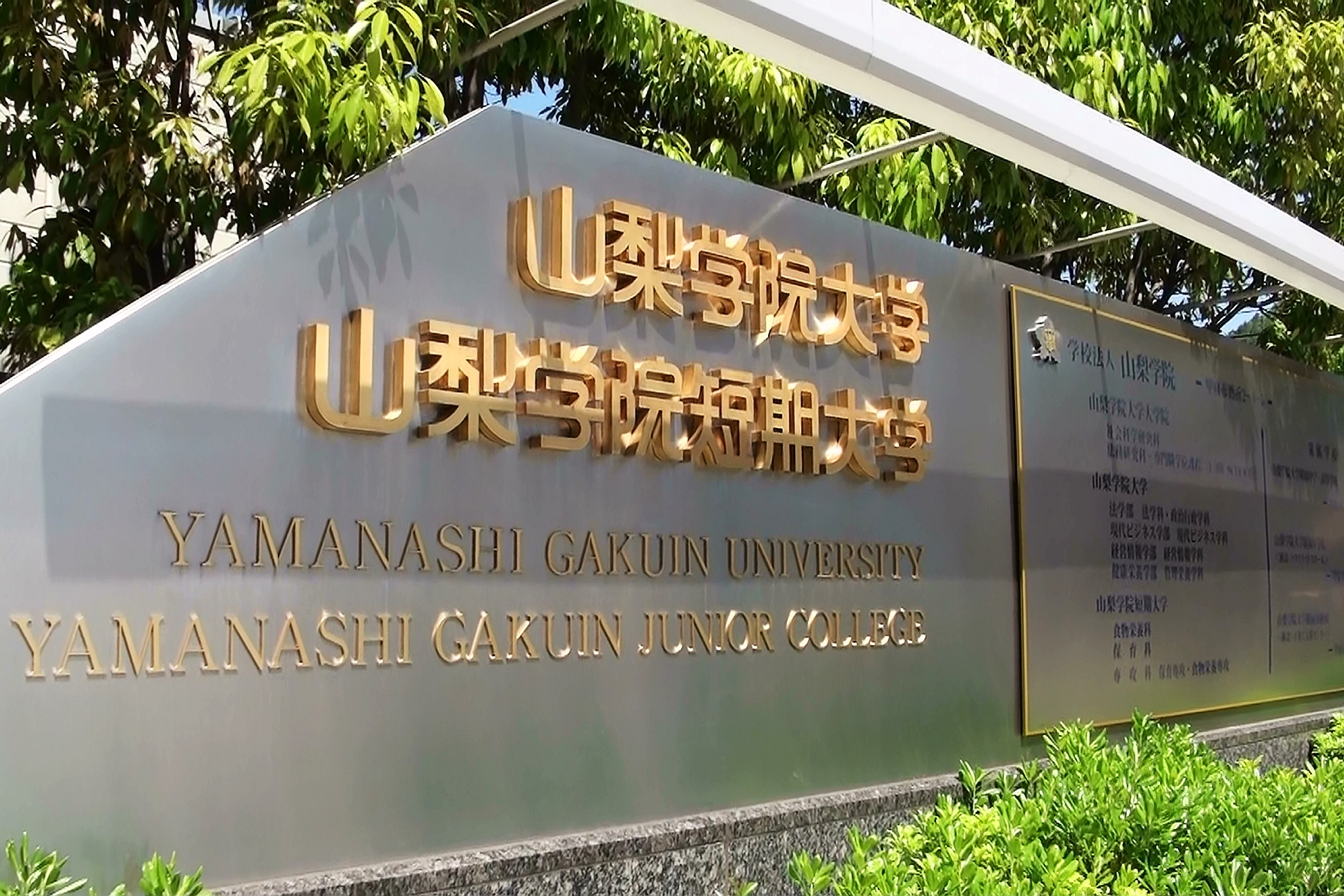
山梨学院大学・山梨学院短期大学門標

学校法人C2C Global Education Japan（がっこうほうじんシートゥーシーグローバルエデュケーションジャパン）は、山梨県甲府市酒折2-4-5に本部を置く学校法人で、山梨学院大学をはじめとする各教育機関の設置者である。近年は、グローバル人材の育成に力を入れている。

## 略歴

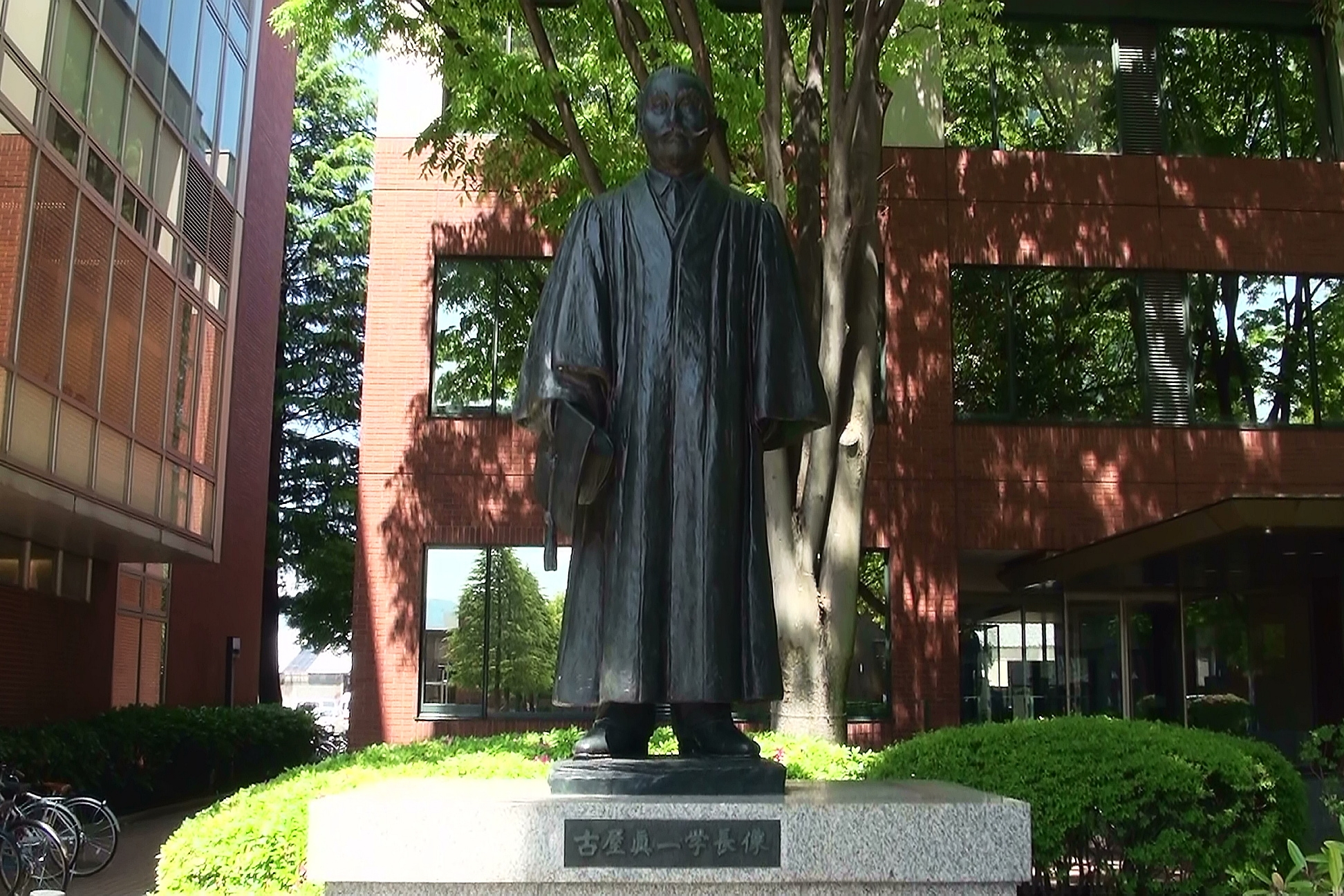
創立者：古屋眞一学長像

学校法人山梨学院は、1946年、古屋眞一により私立学校山梨学院として創設され、山梨県甲府市桜町（現・同市中央）に創立された山梨実践女子高等学院（後の山梨女子高等学院）が起源である。1948年には男女共学に伴い山梨女子高等学院を山梨高等学院と改称し、現在地に移転、また、私立学校山梨学院は財団法人山梨学院に組織変更した。1951年、私立学校法の施行により法人組織を財団法人から学校法人に変更し、山梨高等学院を母体に山梨学院短期大学（栄養科〈現・食物栄養科〉設置）を開学した。1953年には短期大学に法経科を増設し、これを1962年に改組して山梨学院大学（法学部法学科設置）を開学した。現在は幼稚園、小学校、中学校、高等学校、短期大学、大学、大学院を設置し学校体系一貫を完成させている。

## スクール・モットー
「時代を創る、次代につなぐ」

## 学園づくりの目標
個性派私学の雄、未来型学園のモデル校、地域文化の創造拠点をめざし、活力あふれる学園づくりを推進する。

## 校歌
- 山梨学院校歌

作詞：古屋眞一
作曲：坂口五郎
※使用は幼稚園を除く全設置校

## 応援歌
- 山梨学院応援歌

作詞：古屋眞一
作曲：三井純作

## 沿革

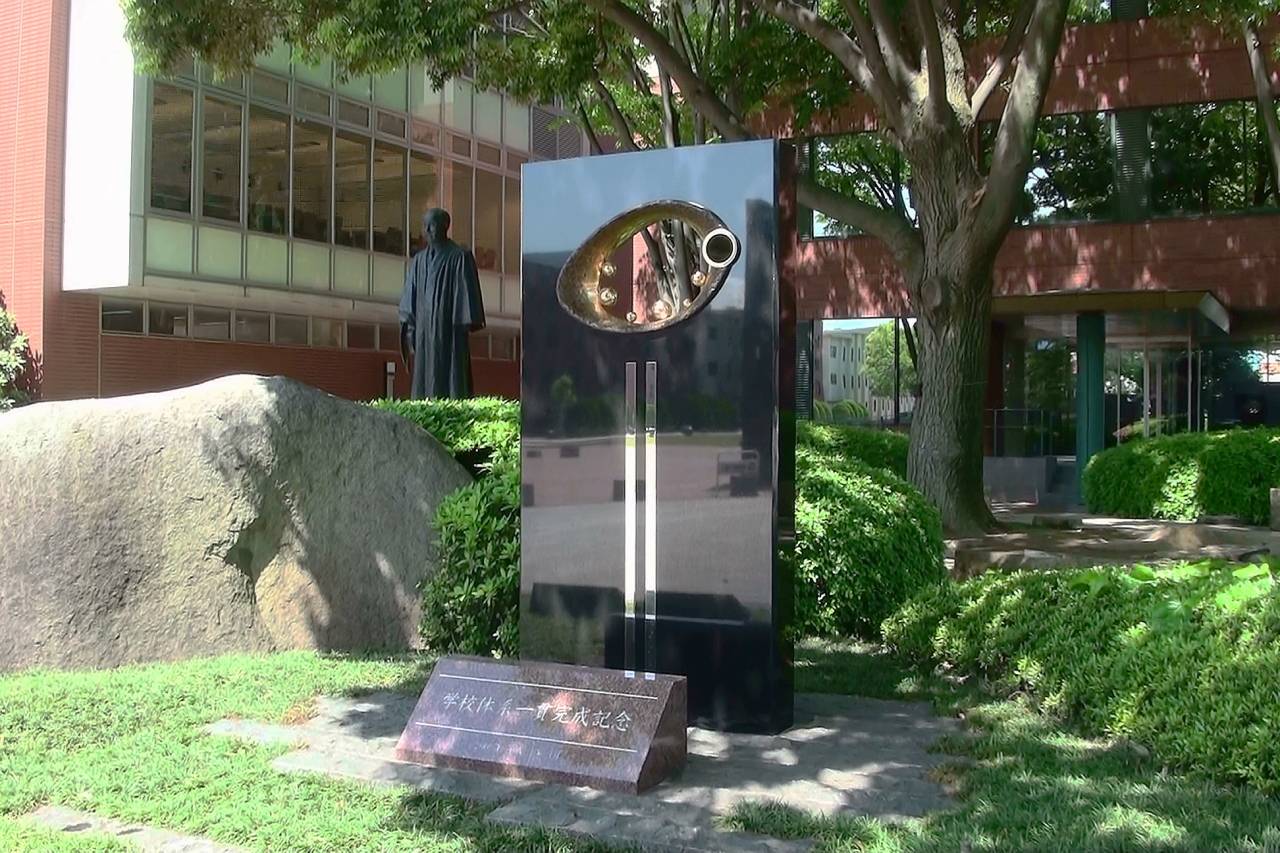
学校体系一貫完成記念碑

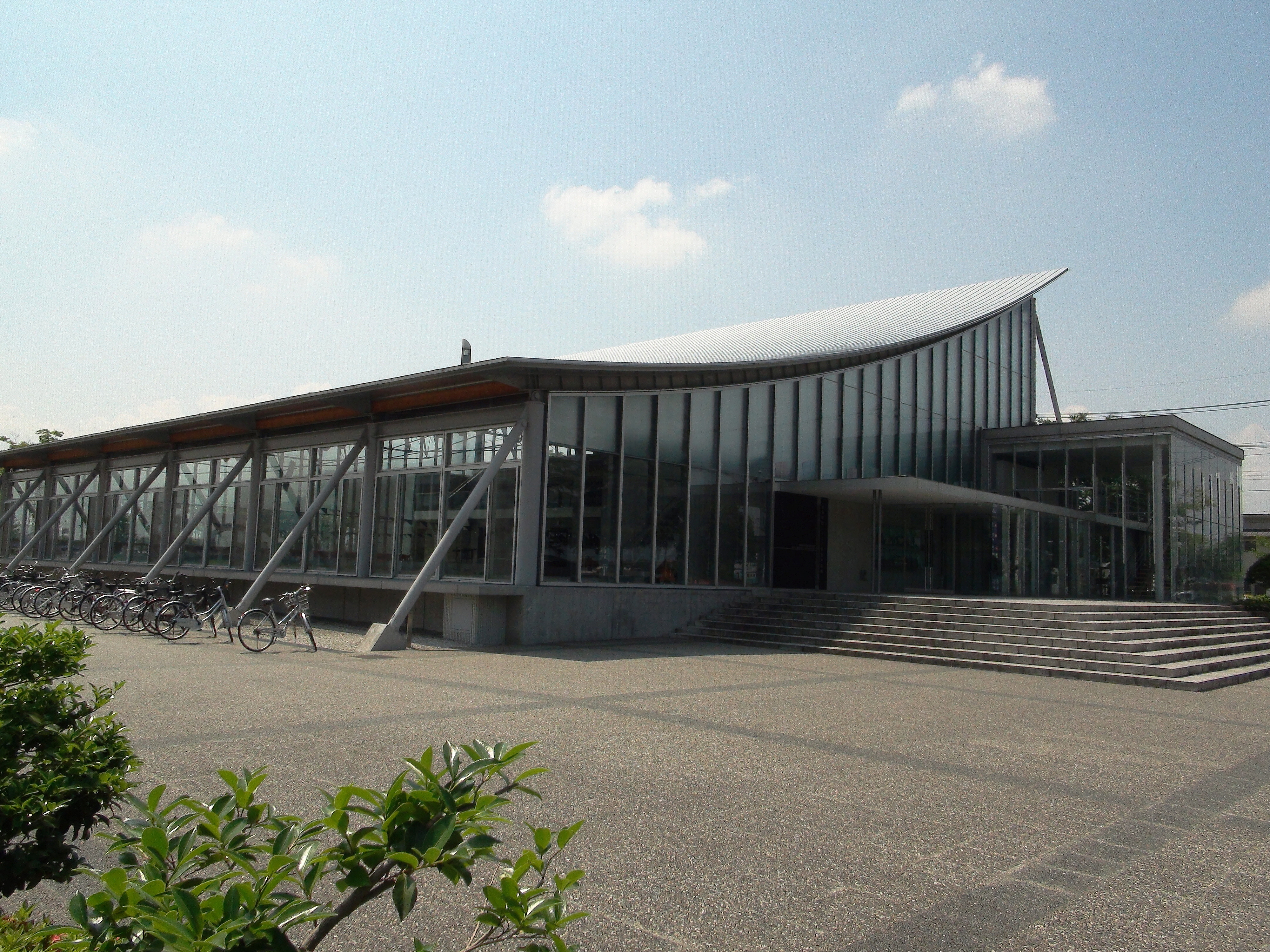
シドニー記念水泳場

- 1946年 私立学校山梨学院を創設、山梨県甲府市桜町（現・同市中央）に山梨実践女子高等学院（後の山梨女子高等学院）を創立
- 1948年 男女共学に伴い山梨女子高等学院を山梨高等学院と改称、現在地に移転、私立学校山梨学院を財団法人山梨学院に組織変更
- 1950年 山梨学院附属幼稚園（後の山梨学院短期大学附属幼稚園、山梨学院大学附属幼稚園、現・山梨学院幼稚園）を開園
- 1951年 私立学校法施行により法人組織を財団法人から学校法人に変更、山梨学院短期大学（栄養科〈現・食物栄養科〉設置）を開学
- 1953年 短期大学に法経科を増設（1962年に学生募集を停止し4年制大学〈山梨学院大学法学部法学科〉に改組）
- 1956年 山梨学院短期大学附属高等学校（後の山梨学院大学附属高等学校、現・山梨学院高等学校）（普通科設置）を開校
- 1962年 山梨学院大学（法学部法学科設置）を開学
- 1965年 大学に商学部商学科（後の現代ビジネス学部現代ビジネス学科、現・経営学部経営学科）を設置
- 1967年 短期大学に保育科を増設
- 1976年 高等学校に英語科を増設（2015年に生徒募集を停止）
- 1986年 短期大学に専攻科保育専攻（1年制）を設置（2002年に学生募集を停止し2年制に移行）
- 1987年 大学商学部に経営情報学科（後の経営情報学部経営情報学科）を増設（2016年に学生募集を停止）
- 1991年 大学法学部に行政学科（現・政治行政学科）を増設、短期大学に経営学科を増設（2007年に学生募集を停止）
- 1995年 大学院公共政策研究科（現・社会科学研究科）（修士課程）を開設
- 1996年 山梨学院大学附属中学校（現・山梨学院中学校）を開校
- 2002年 短期大学専攻科に食物栄養専攻（2年制）及び保育専攻（2年制）を増設（食物栄養専攻は2010年に学生募集を停止し大学健康栄養学部管理栄養学科に改組）
- 2004年 大学院法務研究科（法科大学院）（専門職学位課程）を開設（2016年に学生募集を停止）、山梨学院大学附属小学校（現・山梨学院小学校）を開校
- 2010年 大学に健康栄養学部管理栄養学科を設置
- 2015年 大学に国際リベラルアーツ学部国際リベラルアーツ学科を設置
- 2016年 大学にスポーツ科学部スポーツ科学科を設置
- 2021年 法人名称を現在名に変更。

## 設置教育機関

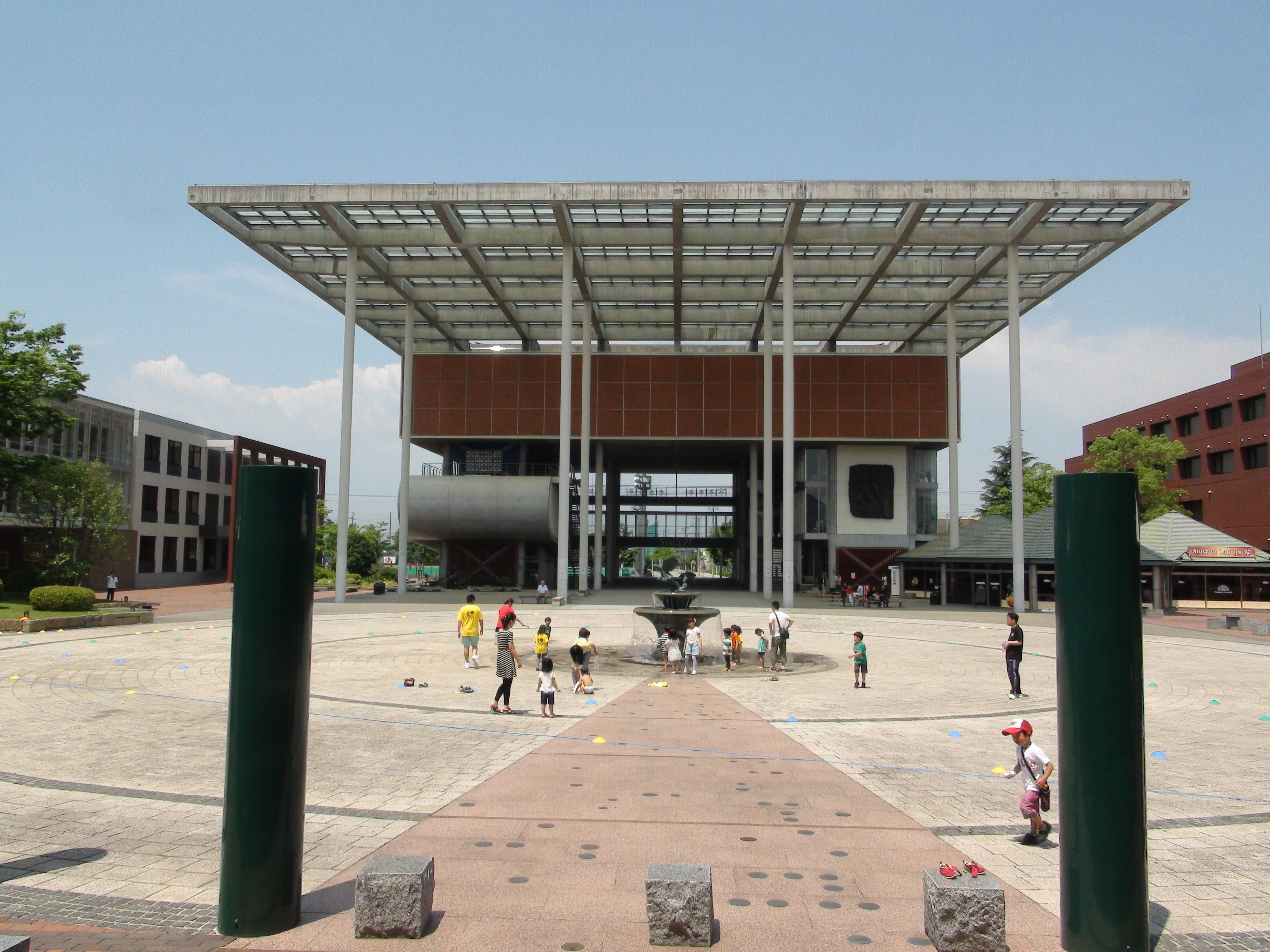
キャンパスセンター（大学・短期大学）

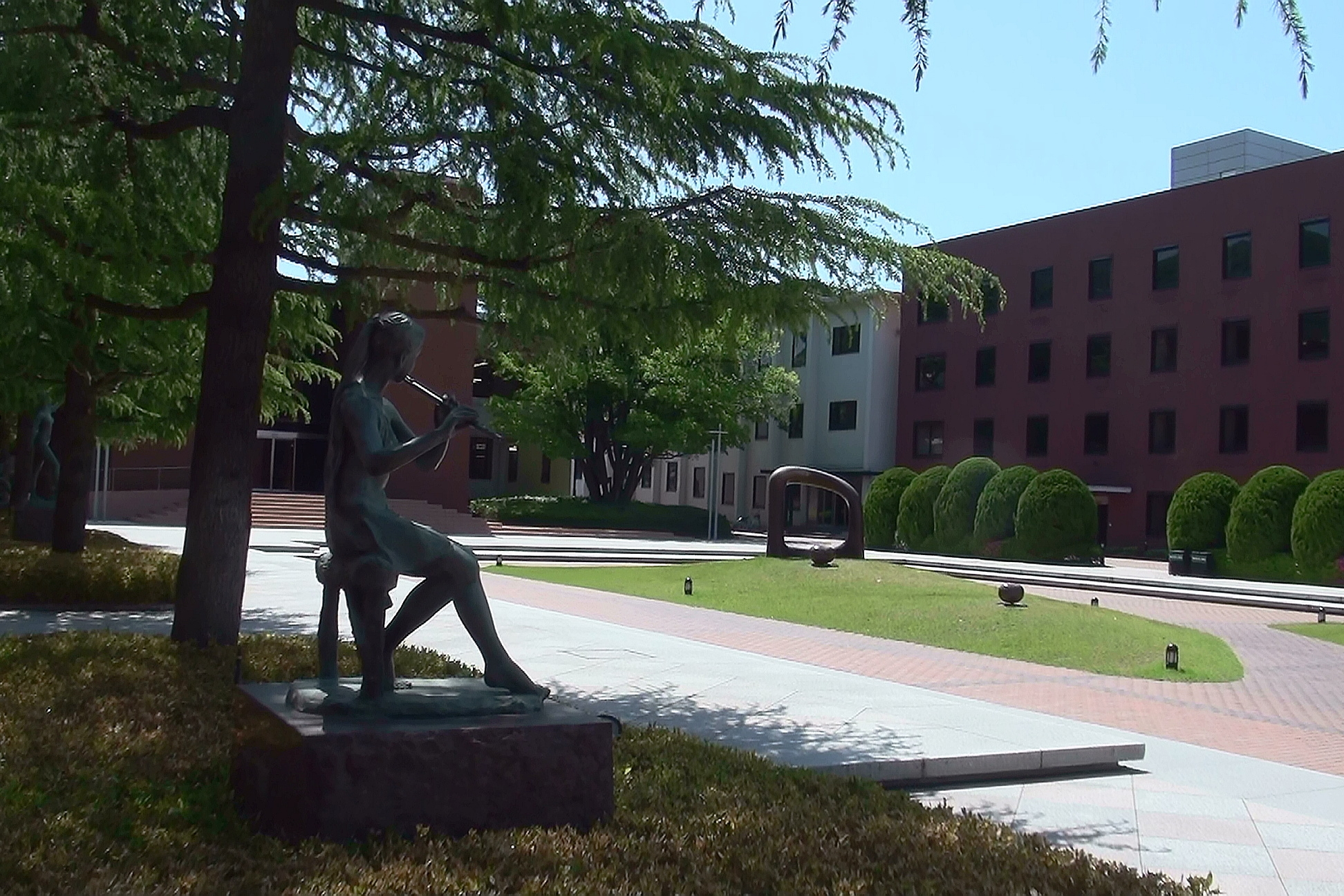
大学・短期大学キャンパス中庭

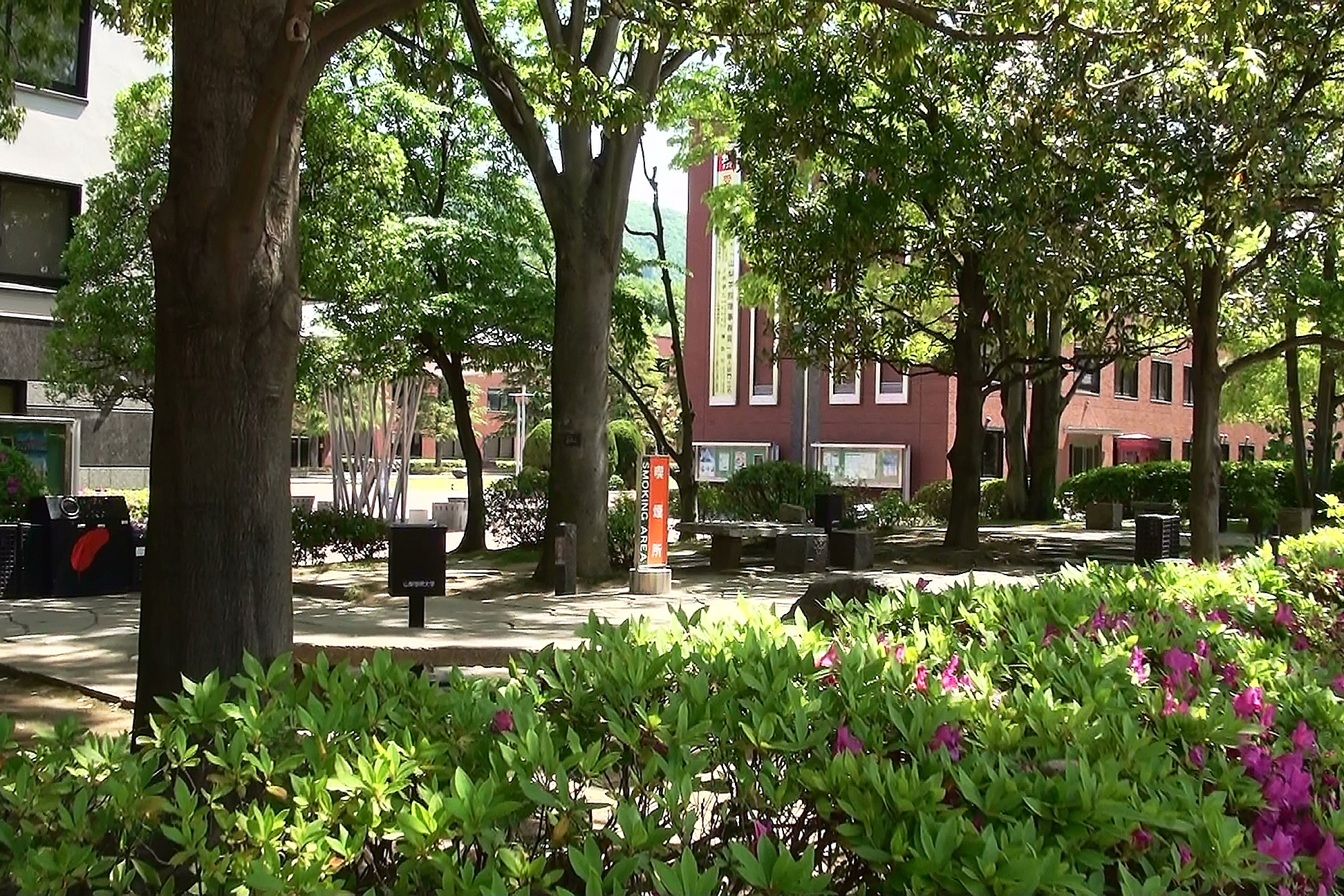
大学・短期大学キャンパス庭園

| 教育機関名           | 設置年                      | 所在地/地図                                                                                         | 画像                     |
| -------------------- | --------------------------- | --------------------------------------------------------------------------------------------------- | ------------------------ |
| 山梨学院大学         | 1962年                      | 山梨県甲府市酒折2-4-5（北緯35度39分26.0秒 東経138度36分02.5秒 / 北緯35.657222度 東経138.600694度）  | 山梨学院大学（蒼穹の門） |
| 山梨学院短期大学     | 1951年                      | 山梨県甲府市酒折2-4-5（北緯35度39分20.0秒 東経138度36分00.7秒 / 北緯35.655556度 東経138.600194度）  | アルウィン               |
| 山梨学院中学高等学校 | 高等学校1956年 中学校1996年 | 山梨県甲府市酒折3-3-1（北緯35度39分40.0秒 東経138度35分50.6秒 / 北緯35.661111度 東経138.597389度）  | 山梨学院中学高等学校     |
| 山梨学院小学校       | 2004年                      | 山梨県甲府市酒折1-11-1（北緯35度39分25.0秒 東経138度35分58.6秒 / 北緯35.656944度 東経138.599611度） | 山梨学院小学校           |
| 山梨学院幼稚園       | 1950年                      | 山梨県甲府市酒折2-8-1（北緯35度39分22.5秒 東経138度36分15.8秒 / 北緯35.656250度 東経138.604389度）  | 山梨学院幼稚園           |